# Panasonic Lumix DMC-LX
Panasonic Lumix DMC-LX-серия (Lumix LX-серия) — линейка топовых компактных цифровых фотоаппаратов компании Panasonic.

## Описание
Бренд Lumix предназначен для всех цифровых фотоаппаратов этой компании. Электронную начинку для фотоаппаратов Lumix разрабатывает и выпускает на производственных мощностях Panasonic, а объективы производятся по заказу компанией Leica. LX-серия является топовой линейкой для компактных фотокамер компании и обладает расширенными возможностями для фотосъёмки в ручном режиме и укомплектования её аксессуарами. Для ручной настройки экспозиции производитель предусмотрел возможность ручной установки чувствительности, выдержки, относильного отверстия, нейтральных светофильтров, а в последних моделях и регулировки баланс белого цвета; для постобработки — запись фотографий в формате Raw. Для расширения возможностей фотоаппарата производитель оснастил его «горячим башмаком» для внешней вспышки, резьбой под конвертер на объективе, разъёмом для дистанционного пуска.
Производитель в этой линейке делает упор на небольшой размер фотоаппаратов (относительно Samsung EX-, Nikon Coolpix Pxxx- и Canon PowerShot G-серии) и качественный объектив (с высокой светосилой и рекордно малым фокусным расстоянием в последних моделях) в этой нише (компактных или просьюмерских камерах).
Камера LX3 оборудована процессором Venus Engine IV фирмы собственной разработки, который минимизирует эффект диффузного окрашивания.
Особенностью этой линейки является возможность выбора формата 3:2, 4:3 или 16:9 не из меню, а с помощью переключателя на объективе, на некоторых моделях также доступен квадратный формат 1:1. Камеры оснащены широкоугольным объективом, который, к тому же, является светосильным, начиная с модели LX3. 

## История и развитие
| Модель, дата анонса | Размер матрицы, разрешение (Мпикс), размер кадра (пикс) | Объектив: светосила э. ф. р., мм | ф. ш, ISO | Видео: кодек разрешение@частота                  | Корпус: габариты (мм) масса (грамм) | Изображение |
| ------------------- | ------------------------------------------------------- | -------------------------------- | --------- | ------------------------------------------------ | ----------------------------------- | ----------- |
| LX1 2005.07         | CCD 1/1.65 8,4 (3840×2160)                              | f/2,8—f/4,9 28—112               | 80—400    | реальное 848×240@30 интерполированное 848×480@30 | 106×56×26 220                       |             |
| LX2 2006.07         | CCD 1/1.6 10,2 (4224×2376)                              | f/2,8—4,9 28—112                 | 100—3200  | MJPEG 1280×720@15                                | 106×56×26 217                       |             |
| LX3 2008.07         | CCD 1/1.6 10,1 (3648×2736)                              | f/2,0—2,8 24—60                  | 80—6400   | MJPEG 1280×720@24                                | 109×60×27 265                       |             |
| LX5 2010.07         | CCD 1/1.63 10,1 (3648×2736)                             | f/2,0—3,3 24—90                  | 80—12800  | AVC/H.264 1280×720@30                            | 110×65×43 271                       |             |
| LX7 2012.07         | CMOS 1/1.7 10,1 (3648×2736)                             | f/1,4—2,3 24—90                  | 80—12800  | AVC/H.264 1920×1080@60                           | 111×67×46 298                       |             |
| LX100 2014.10       | CMOS 4/3 12,8 (4112×3088)                               | f/1,7—2,3 24—72                  | 100—6400  | AVC/H.264 3840×2160@60                           | 115×66×55 351                       |             |
| LX15 2016.09        | CMOS 1" 20,9 (4864×3648 )                               | f/1,4—2,8 24—72                  | 80—25600  | AVC/H.264 3840×2160@60                           | 106×60×42 310                       |             |

## Интересные факты
- Компания Leica Camera AG, которая является партнёром Panasonic, выпускает этот же аппарат под собственным брендом — Leica D-LUX 4, отличие от DMC-LX3 только в корпусе, начинка камер одна и та же.[2]